# Lophatherum sinense
Lophatherum sinense är en gräsart som beskrevs av Alfred Barton Rendle. Lophatherum sinense ingår i släktet Lophatherum och familjen gräs. Inga underarter finns listade i Catalogue of Life.